# Chambre de Madame Récamier
La chambre de Madame Récamier est un ensemble de meubles et d'accessoires réalisés principalement en 1799 par les frères Jacob (Georges II Jacob et Jacob-Desmalter) d'après des dessins de Louis-Martin Berthault pour la chambre de Juliette Récamier dans son hôtel particulier rue du Mont-Blanc. L'ensemble est conservé depuis 2004 au musée du Louvre.

## Description
Manifestes de ce style néoclassique, la chambre ainsi que le salon de Madame Recamier furent réalisés en 1799, à la charnière entre le Directoire et le Consulat. Le mobilier est en acajou, point capital, avec des ornements en bronze, un accord qui va donner le ton pour les années de l'Empire. 
Les auteurs de ce mobilier sont les frères Jacob, d'après des dessins de Louis-Martin Berthault. Il est également possible que l'architecte Charles Percier ait collaboré à l'élaboration du dessin. La réalisation est l'œuvre des frères Jacob qui travaillent conjointement jusqu'en 1803, date du décès de Georges II. Ils sont les fils du menuisier Georges Jacob, notamment auteur du mobilier à l’étrusque de la chambre de Marie-Antoinette à la Laiterie. 

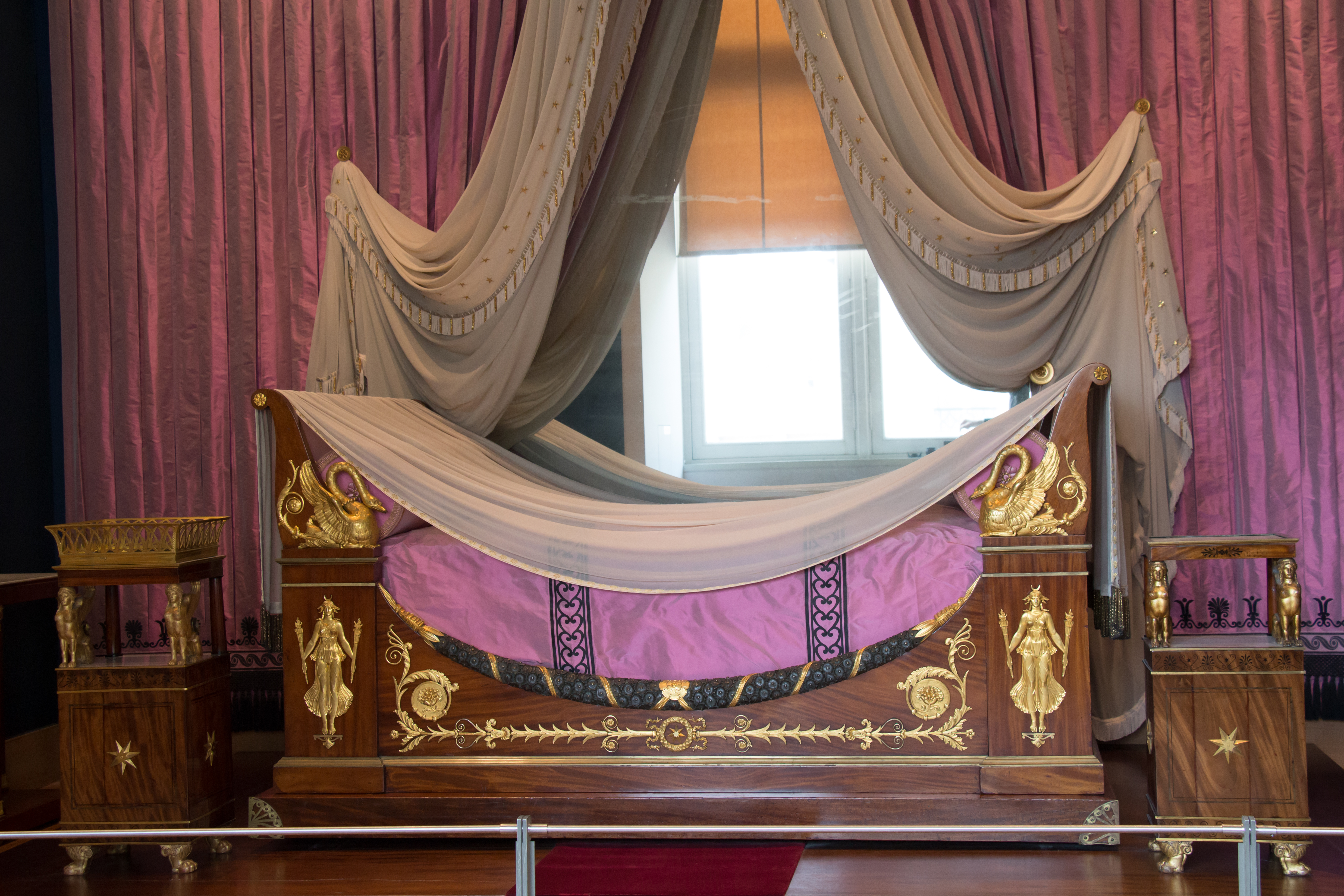
Le lit de madame Récamier (OA 11344).

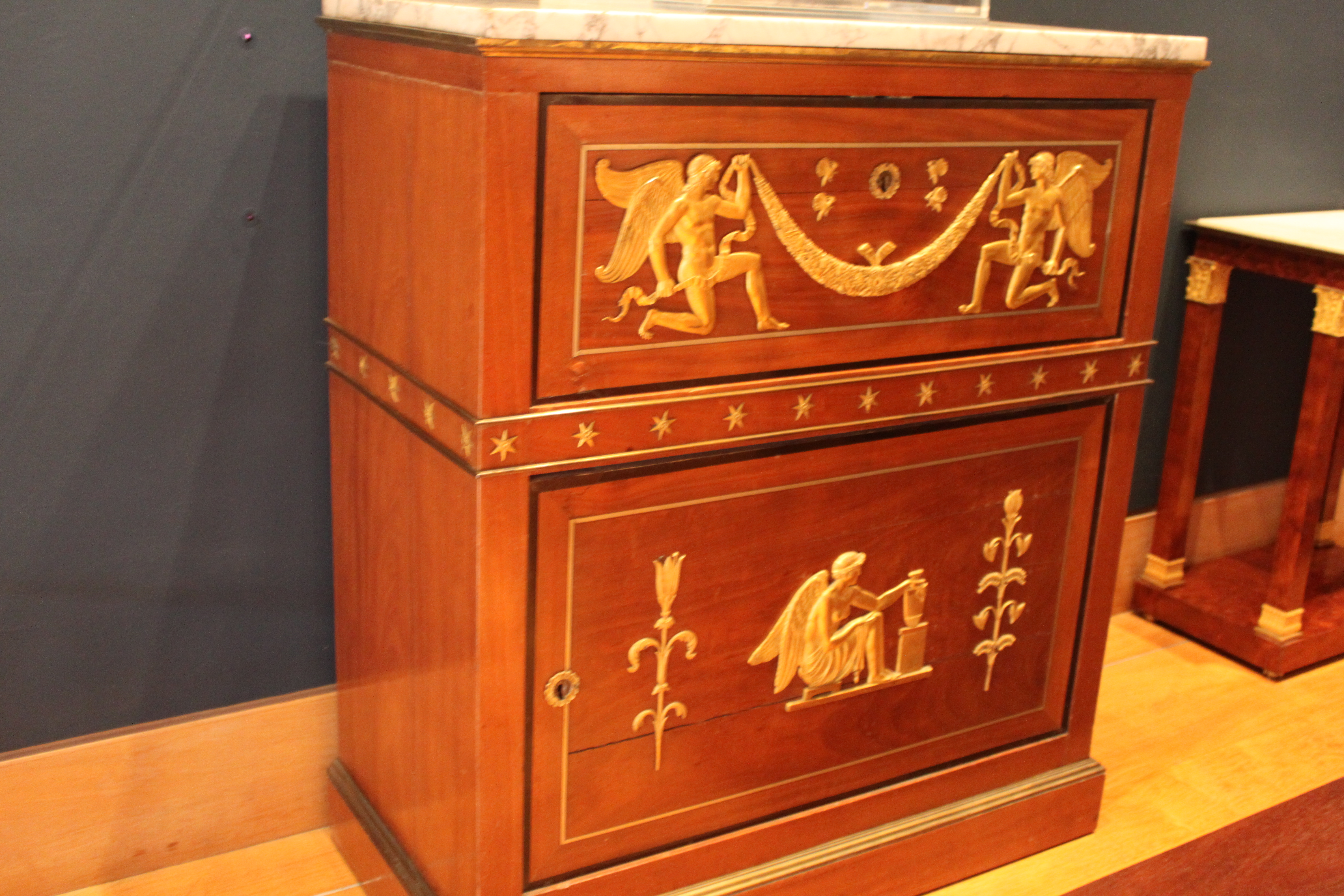
Le Secrétaire à abattant (OA 11742).

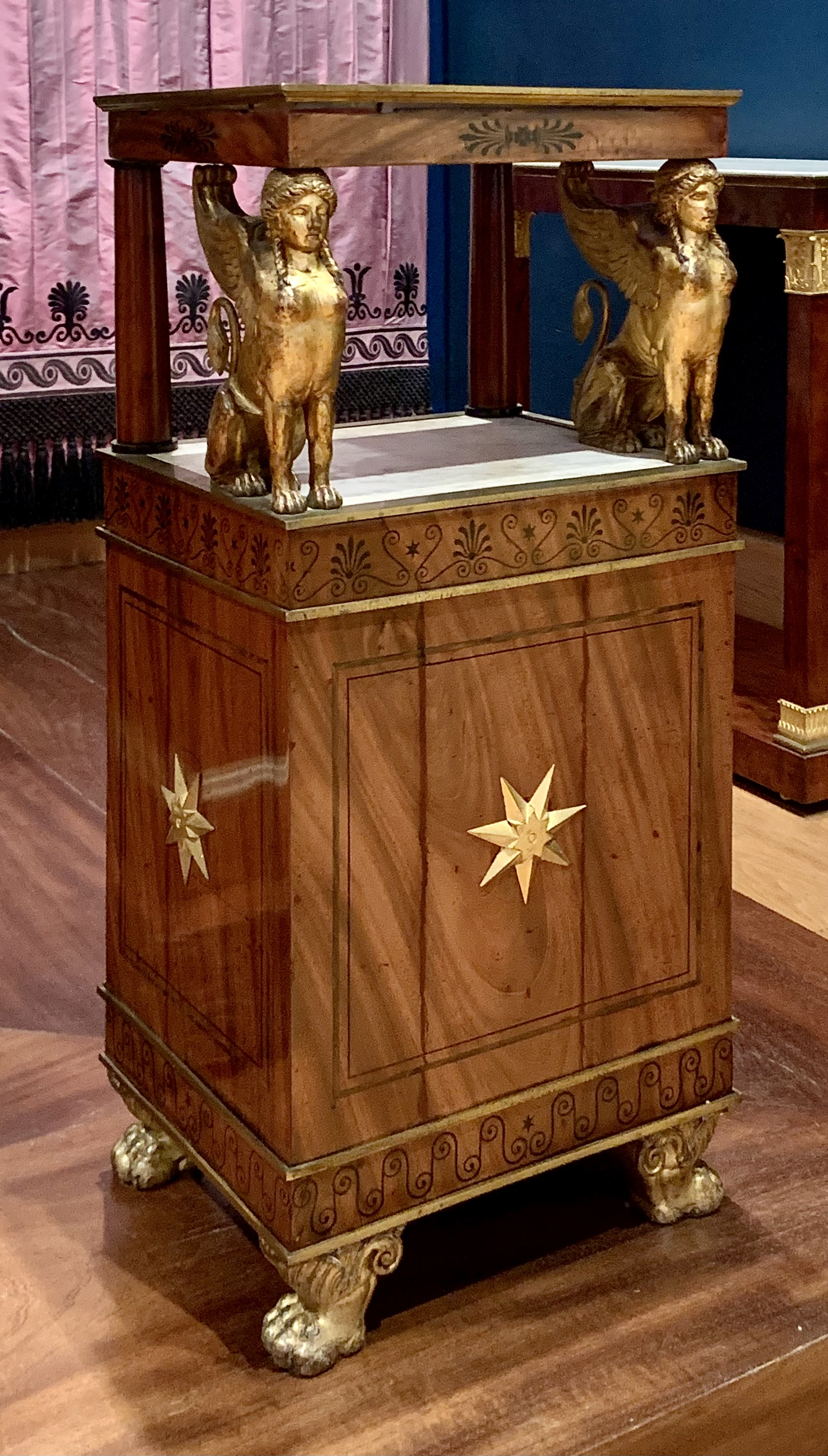
L'une des tables de nuit (OA 11743).

## L'invention du style Empire
Les Récamier, famille de riches banquiers lyonnais, s'installent à cette période dans le quartier parisien à la mode, celui de la Chaussée d'Antin, rue du Mont-Blanc, dans l'hôtel Necker réalisé en 1776, manifeste du néoclassicisme, où l'on note une élévation stricte des pilastres qui le scandent. Juliette Récamier, réputée pour son charme et sa culture, perpétue la tradition des Salons et décide de faire réaménager un appartement qui comprenait une chambre, un boudoir et une salle de bain, dans un esprit théâtral. On note alors l'absence de Salon. C'est donc ici le programme d'une maison antique et non d'un hôtel du XVIIIe siècle. La chambre redevient point de convergence de la maison. 

## La chambre
La chambre a eu un succès immédiat et immense. C'était devenu un lieu touristique, un endroit qui affichait sa modernité. Elle a été décrite textuellement et figurée dans une aquarelle de Robert Smirke. Les étrangers reviennent alors à Paris après l'épisode révolutionnaire, ce qui contribue à la diffusion du style néoclassique en Europe. La chambre de Madame Récamier fut également reproduite dans le recueil d'architecture de Krafft et Ransonnette. C'est une pièce dont les murs sont rythmés de pilastres en acajou. Les murs étaient tendus de soie violette, avec un lambrequin couleur chamois. Le lit est placé sur un socle et une estrade, parallèlement au mur et non perpendiculairement comme il était d'usage auparavant. De part et d'autre, deux tables de chevet, une qui est une jardinière. Sur le mur, un miroir donnant un effet de perspective. Le lit lui-même est surmonté d'un baldaquin en mousseline brodé d'or. L'élément tapissier reste donc important. La pièce était éclairée de façon théâtrale par deux énormes torchères en bronze. Et on trouve des sculptures en marbre et acajou. On note ainsi l'absence de volonté intimiste dans la composition de la pièce.

## Mobilier de la chambre

### Lit
Le lit est un prototype. Il existe un dessin attribué à Charles Percier qui montre un lit avec des cygnes qui auraient dû retenir la guirlande de fleur dans leur bec. La fragilité de la conception empêcha néanmoins sa réalisation. Les deux chevets sont de hauteur égal. Les crosses reposent sur des montant très simples reliés par une traverse. L'acajou fait valoir les bronzes dans un goût antiquisant. Les cygnes font peut-être leur première apparition dans le répertoire néoclassique. Sur les montants, deux fois la même déesse de la nuit, Diane. On note ainsi le lien entre la fonction et le thème. On a la même étoile que sur le baldaquin, un leitmotiv de ce répertoire. On trouve des pavots, symboles de sommeil, en bronze patiné, technique apparaissant sous le règne de Louis XVI. Au centre du socle, une palmette à l'antique.

### Secrétaire
Le secrétaire à abattant , était autrefois positionné sur la paroi des croisées qui faisait face au lit, entre les deux fenêtres. Ce petit meuble à hauteur d'appui,sur une base formant plainte, comporte sur l'abattant deux génies ailés agenouillés se faisant face, tenant une guirlande de fleurs et de fruits enrubannée. Autour de l'entrée de serrure, les initiales J.R. visibles sur le projet de Berthault ont été remplacées par Jacob frères par quatre papillons voltigeants, leitmotiv de la période. 
Sur la porte du bas, une jeune déesse ailée, la poitrine découverte est assise sur un tabouret et pose la main gauche sur une urne placée sur une stèle, encadrée de deux tiges florales, chacune différente. Des rangées d'étoiles de bronze doré rythment le meuble.

### Les tables de nuit
Deux petits meubles décorent également la pièce, l'un formant table de nuit, et  l'autre jardinière. Ils sont disposées sur la première marche de l'estrade du lit. Leur plateau est supporté par des sphinges ailées et par des colonnettes. La jardinière comporte une galerie de bronze doré et un bac en zinc ou se trouvait à l'origine un rosier.

### La statue du silence et la torchère
A gauche du lit, se trouve la statue en marbre du Silence, acquise par le musée en 2023. Il s'agit d'une copie de la Prisonnière barbare ou Thusnelda du musée des Offices à Florence (statue copiée par Pierre II Legros lors de son séjour à l'Académie de France à Rome, placée au Jardin des Tuileries depuis 1722 sous la dénomination Veturie). Elle a été sculptée par Joseph Chinard, sculpteur lyonnais et exposée au salon des Arts de Lyon en 1786. Le Silence est posée sur un socle d'acajou qui porte en lettres de bronze doré l'inscription "Tutatur somnos et amores conscia lecti", ce qui peut se traduire par : "elle protège les songes et les amours, complice de la couche",.
A droite du lit, se trouve une grande torchère à trois pieds, dite également Herculanum, acquise par le musée en 2022, sur un socle en bois peint vert bronze et doré. Au somment de la torchère se trouve une girandole d'un modèle original, formée d'un vase conique, dentelé en tôle peinte, surmonté d'un ananas, avec huit bras de lumière.

La statue et la torchère
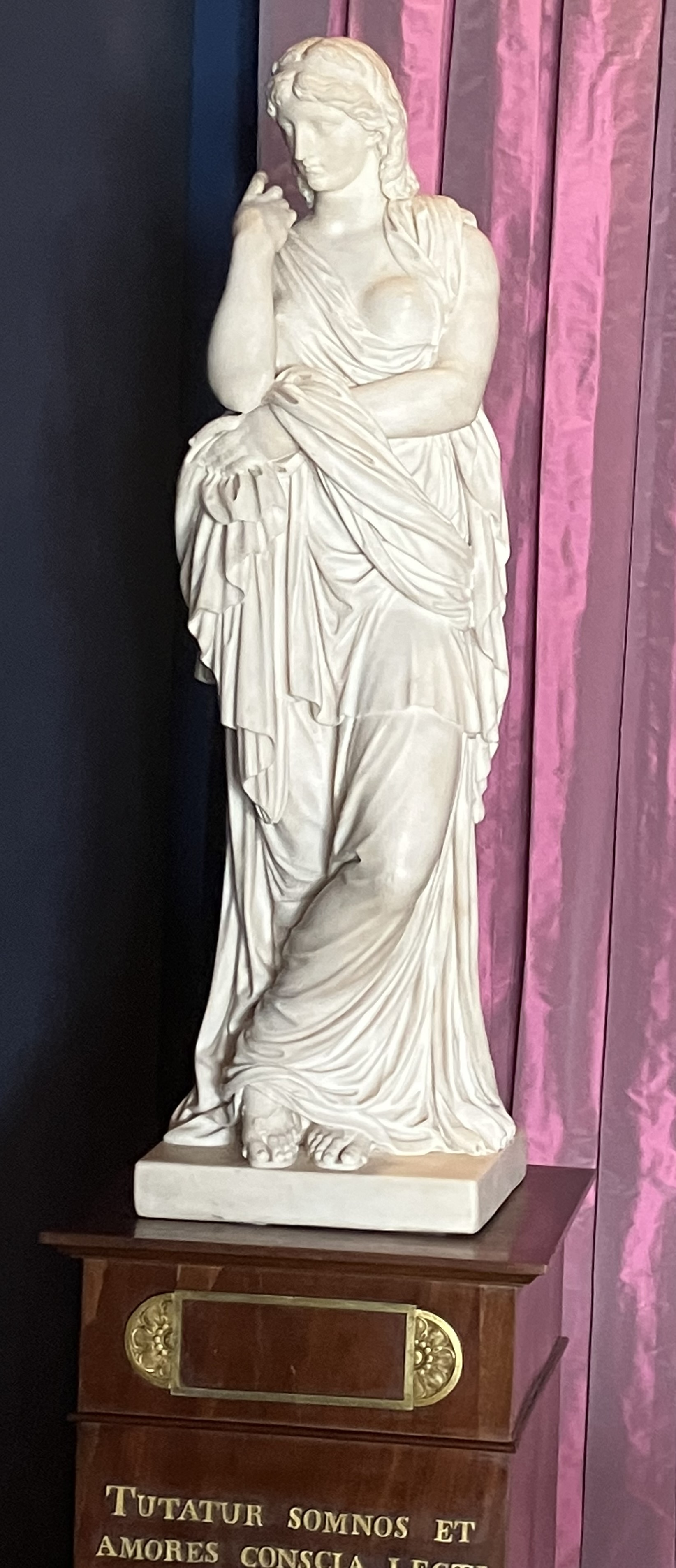
La statue Le Silence.
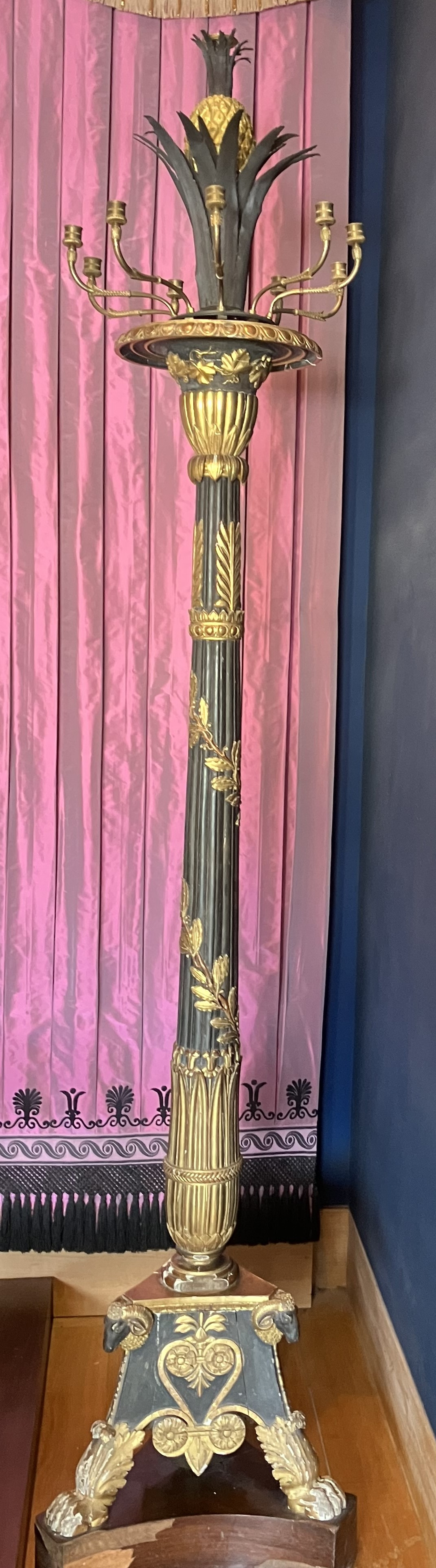
La Torchère.